# Chiesa di Sant'Agostino (Siena)
La chiesa di Sant'Agostino è un luogo di culto cattolico di Siena, sito in Prato Sant'Agostino.

## Storia
La costruzione della chiesa e dell'attiguo convento fu iniziata dagli Agostiniani a partire dal 1258 e si protrasse a lungo, tanto che nel 1309 era ancora in costruzione, e non sappiamo quando l'edificio venne terminato. Il tempio subì nel corso dei secoli ampliamenti e risistemazioni, il primo dei quali nel corso del Quattrocento, tra il 1450 e il 1490 circa. Di questa fase rimangono testimonianze soprattutto all'esterno dell'edificio. Nel novembre 1492, in un codicillo delle sue disposizioni testamentarie, il conte Baldo di Mariotto Lucarini, Patrizio Senese, destinò 50 fiorini alle spese relative all'esecuzione della pala dell'altare maggiore, a dimostrazione che i lavori dovevano essere compiuti o quasi. 
In seguito a un rovinoso incendio nel 1747 l'interno richiese un completo rinnovamento, che venne curato da Luigi Vanvitelli, che nel 1755 addossò alle precedenti strutture una veste settecentesca classicheggiante. Nel 1785 la vicina parrocchia di san Salvatore si unì nella chiesa che quindi ne assunse il titolo parrocchiale. 
All'inizio del XIX secolo, con le soppressioni napoleoniche degli ordini religiosi, gli agostiniani dovettero lasciare il convento che fu affidato al Convitto Tolomei. Gli agostiniani tornarono dopo pochi anni per reggere la parrocchia, ma non potendo rioccupare il convento dovettero sistemarsi in una piccola casetta. 
Alla fine del XX secolo gli agostiniani hanno lasciato definitivamente la struttura e la chiesa è affidata alla Diocesi senese.

## Descrizione

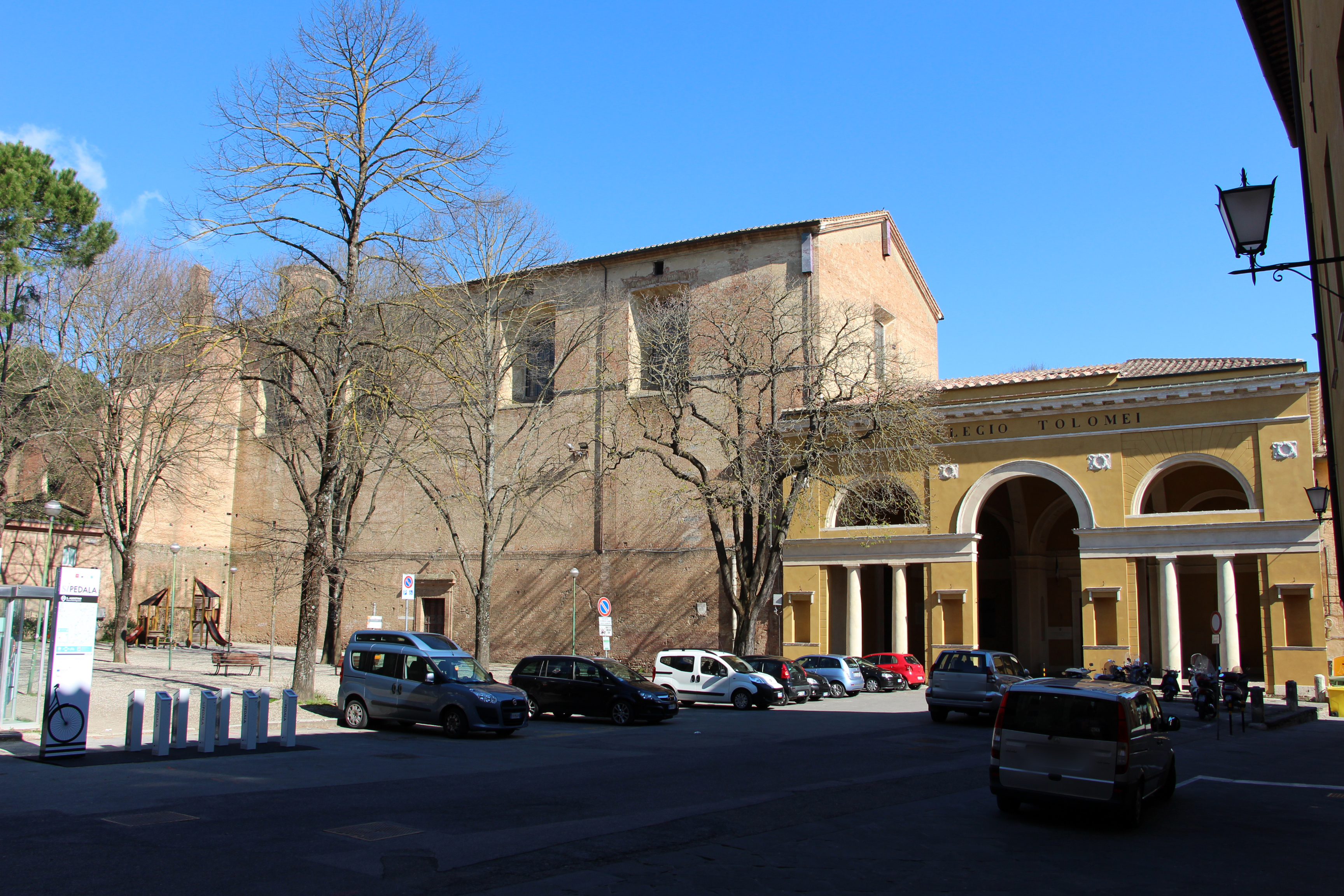
Fianco sinistro, facciata e portico

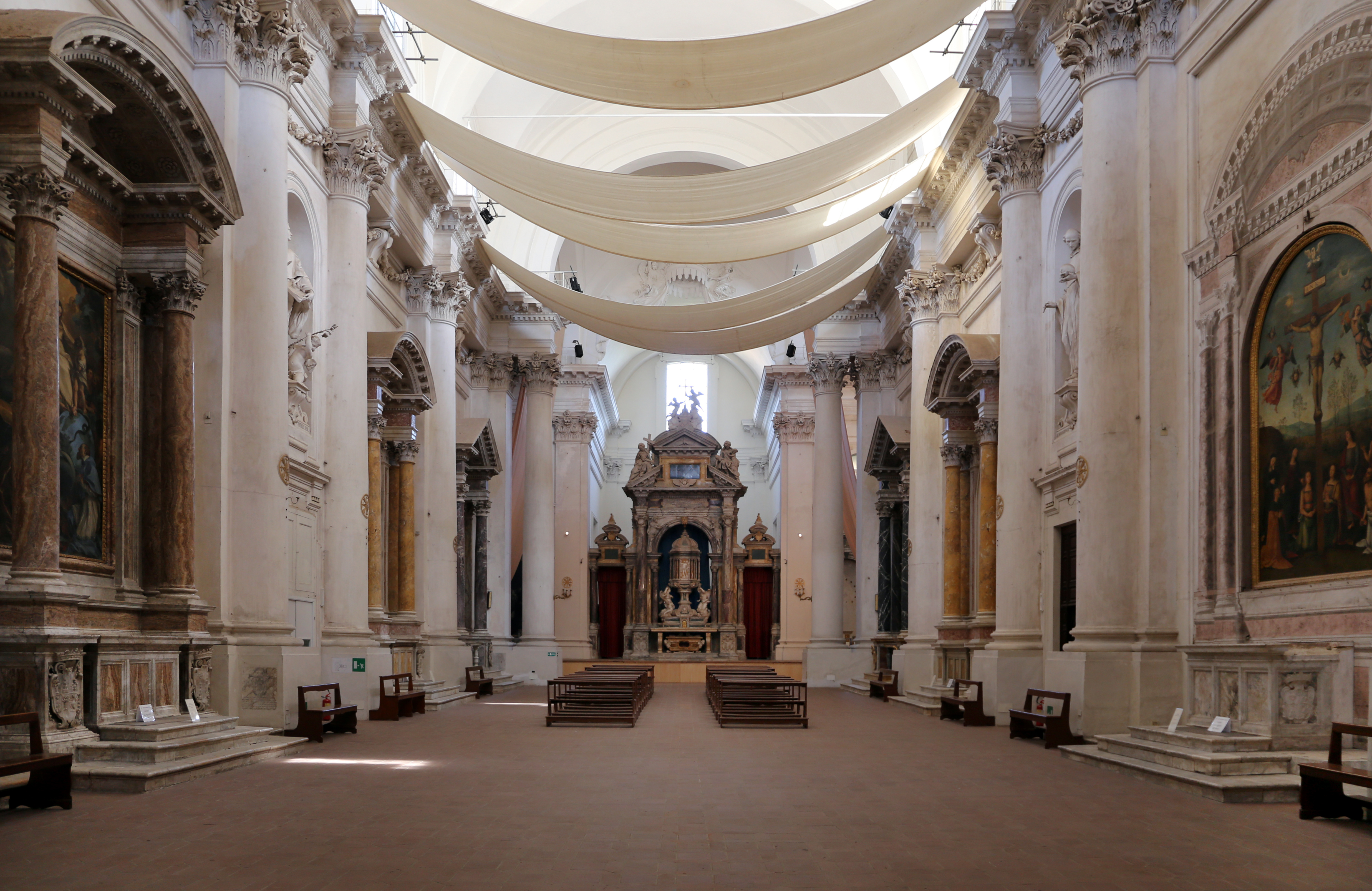
L'interno

La semplice facciata, originariamente in cotto, è oggi nascosta da un atrio colonnato ottocentesco di Agostino Fantastici, in stile neoclassico, realizzato tra 1818 e 1819, che introduce all'ex-convento.

L'interno settecentesco a croce latina consta di un'unica navata, coperta da volte a crociera, scandita ai lati da semicolonne che delimitano spazi più ampi in cui sono gli altari ed altri più ristretti nei quali nicchie contengono statue in stucco di Giuseppe Mazzuoli e di Giuseppe Silini. Il transetto, dove sono altre statue in stucco, è sporgente e dotato di quattro cappelle laterali, due per parte. Chiude l'edificio un profondo presbiterio. Lo spazio presenta un nitido, sobrio linguaggio architettonico classicheggiante che ben si accorda con i i monumentali altari in marmi policromi conservati, eretti tra la fine del secolo XVI e l'inizio di quello successivo che espongono un ricchissimo patrimonio artistico.

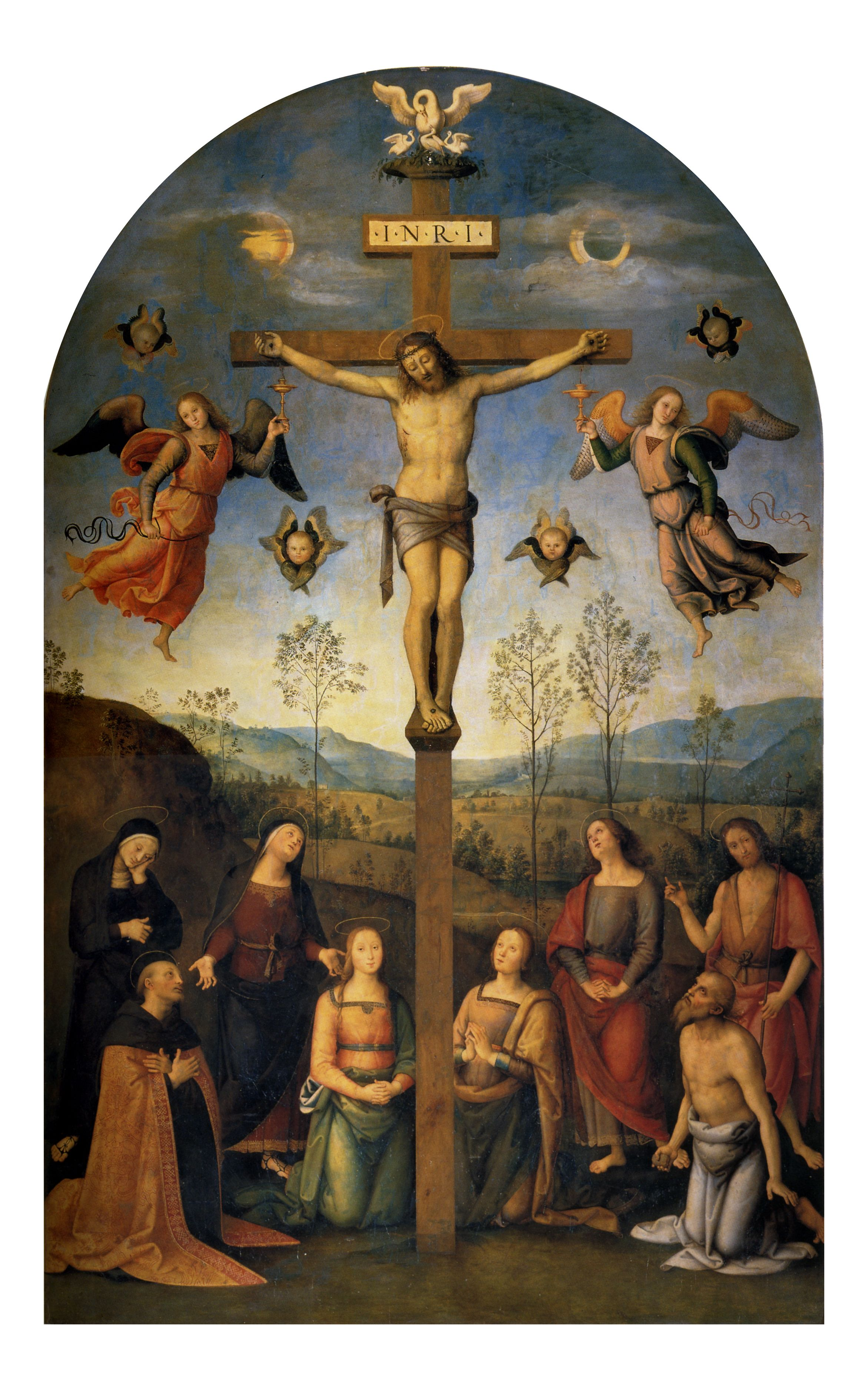
La Crocifissione del Perugino (1502-1507)

Nei quattro altari di destra troviamo: 
- al primo altare, della famiglia Rocchi, è l'Ultima Comunione di san Girolamo firmata da Astolfo Petrazzi e datata 1631, ispirata allo stesso, celebre soggetto del Domenichino.[1]
- Il secondo altare reca la tavola con la Crocifissione del Perugino, l'unico dipinto dell'artista in città, commissionata al Perugino nel 1502 da Mariano Chigi ma realizzata qualche anno dopo, tra il 1506 e il 1507. La pala era dotata in origine di una predella con Storie di Cristo, oggi divisa tra il Metropolitan Museum di New York e l’Art Institute di Chicago.
- il terzo altare, opera marmorea disegnata da Flaminio del Turco, ospita la pala con Gesù che incontra la madre sulla via del Calvario, dipinto iniziato da Alessandro Casolani ma terminato da Ventura Salimbeni che lo firmò e vi appose la data 1612.

### Cappella Piccolomini

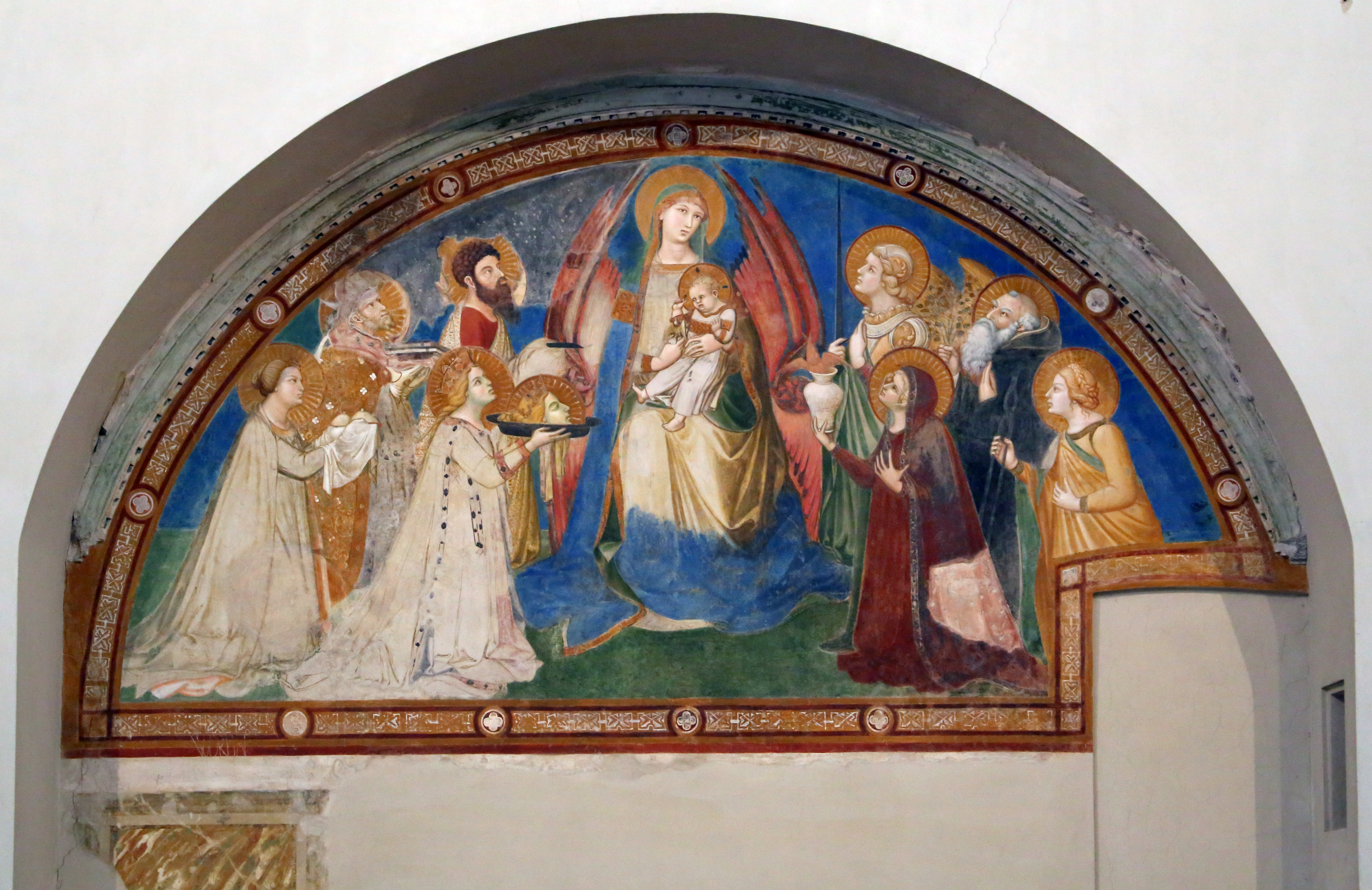
Maestà di Ambrogio Lorenzetti (1337-1338)

Da una porta posta sulla parete destra della navata si accede alla celebre Cappella Piccolomini, così chiamata per la completa ristrutturazione della cappella preesistente voluto dall'omonima famiglia alla fine del XVI secolo. Vi si accede transitando da un vano dove è esposto il monumento marmoreo a Papa Pio II scolpito da Giovanni Duprè nel 1850.
Al fondo della cappella è l'altare Piccolomini, in marmi policromi, fatto erigere nel 1596, che contiene il precedente dipinto su tavola del Sodoma con l'Adorazione dei Magi, realizzata per Giovanni e Arduino Arduini intorno al 1531.
Sulla parete opposta è visibile in una lunetta il celebre affresco raffigurante la Maestà di Ambrogio Lorenzetti, databile al 1337-1338. L'affresco, che è anche l'opera più antica conservata in chiesa, si salvò solo perché il progetto di trasformazione operato dalla famiglia Piccolomini portò ad addossare il poderoso altare contro la parete della Maestà del Lorenzetti. Venendo quest'ultima oscurata dall'altare, nessuno si curò di eliminarla, a differenza di altri affreschi che presumibilmente erano presenti nella cappella e che risultano oggi irrimediabilmente perduti. L'affresco fu riscoperto nel 1944, quando si volle mettere la tavola del Sodoma al sicuro dai bombardamenti della Seconda Guerra Mondiale. L'intero altare Piccolomini venne quindi spostato sul lato opposto della Cappella, dove si trova ancora oggi, permettendo alla Maestà del Lorenzetti di tornare alla luce.
Nei quattro altari di sinistra della navata troviamo:
- l'Adorazione dei pastori di Giovanni Francesco Romanelli (1640 circa);
- l'Immacolata Concezione di Carlo Maratta (1681);
- il Battesimo di Costantino di Francesco Vanni (1586);
- la pala con la Trinità e santi di Pietro Sorri (prima metà del 1600);

Sulla cantoria in controfacciata si trova l'organo a canne, costruito tra il 1522 e il 1526 (anno della morte dell'organaro) da Giuseppe Piffero e portato a termine da un ignoto tra il 1533 e il 1538; alloggiato all'interno di una doppia cassa (quella anteriore barocca realizzata probabilmente da Giuseppe Silini nel 1770, quella posteriore secondo le misure rinascimentali frutto del restauro di Francesco Zanin del 1987), è a trasmissione integralmente meccanica ed ha 5 registri su unico manuale, e pedaliera costantemente unita alla tastiera.

### Transetto

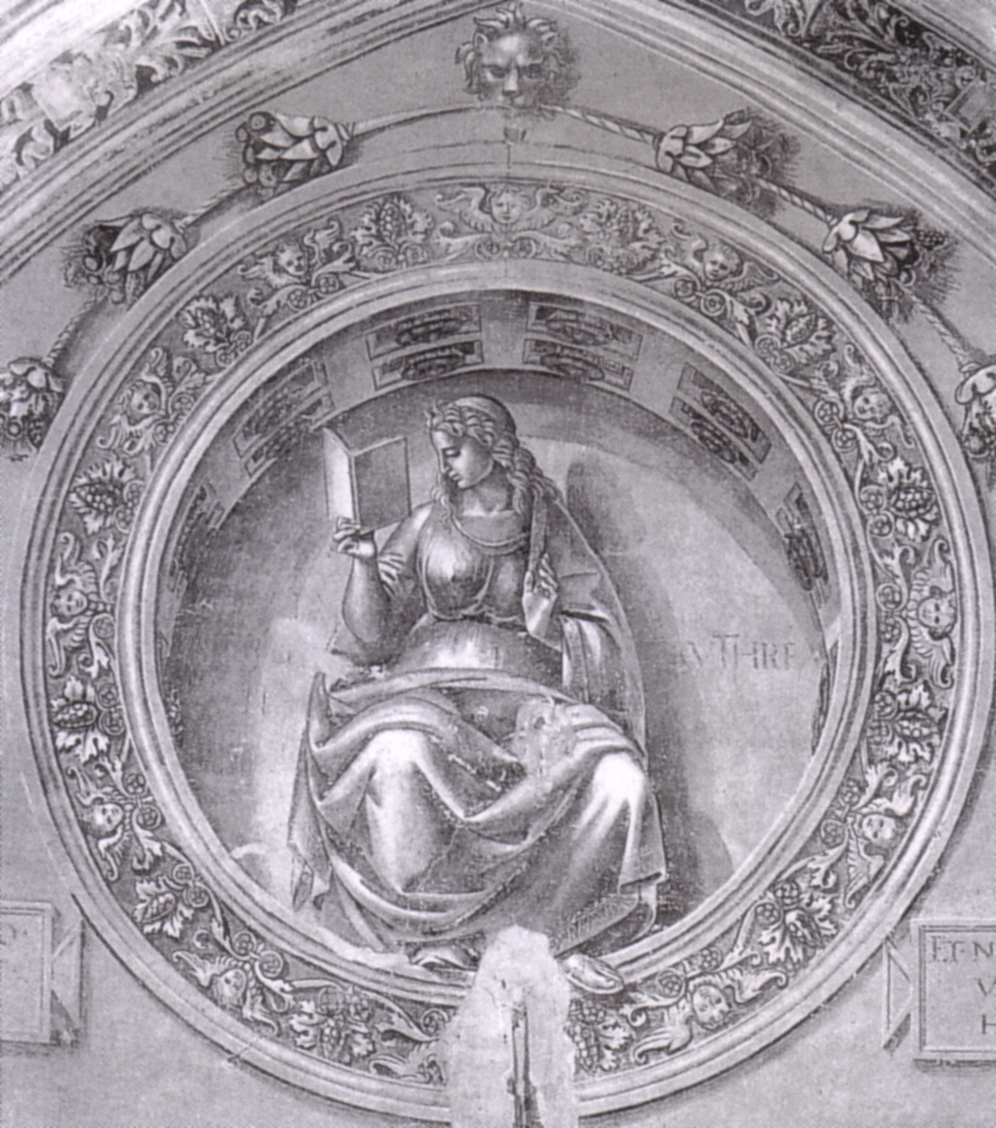
Sibilla Eritrea di Luca Signorelli

Nel transetto sinistro è collocato il monumento funerario di Agostino Chigi, già rettore dello Spedale di Santa Maria della Scala, realizzato nel 1631 da Tommaso Redi. Troviamo poi la statua in legno policromo di San Nicola da Tolentino di un artista prossimo a Giacomo Cozzarelli (fine del XV secolo).
Nella cappella in fondo a sinistra spicca la tela di Rutilio Manetti con Sant'Antonio tentato dal diavolo (1630 circa). Di fronte c'è invece un affresco con il monumento funerario della famiglia Fondi di Bartolomeo Neroni, detto il Riccio (seconda metà del XVI secolo). L'altare della cappella reca infine una tela di Stefano Volpi con il Battesimo di Gesù (1626). L'altra cappella del transetto sinistro presenta opere moderne.
Nel transetto destro è esposta una tela con la morte di san Tommaso da Villanova di Raffaello Vanni (1664) e il monumento sepolcrale di Orso d'Elci di Giovanni Antonio Mazzuoli.
Nella cappella Lucarini diversi lavori furono fatti da Domenico Cafaggi detto Capo, tra il 1605 e il 1606.
Nella cappella in fondo a destra, la cappella Bichi, sono stati recentemente messi in luce importantissimi affreschi risalenti al Quattrocento, prima del rinnovamento vanvitelliano del Settecento. Si tratta di due Sibille affrescate da Luca Signorelli nelle lunette della volta e di due affreschi monocromo raffiguranti la Nascita della Vergine e la Natività di Gesù, di Francesco di Giorgio Martini e bottega, forse con la collaborazione di Pietro degli Orioli. La stessa cappella ha un pavimento maiolicato del 1488 di Pietro e Niccolò Mazzaburroni e ospita anche una tela raffigurante San Cristoforo del 1755 del pittore Niccolò Franchini. L'altra cappella del transetto destro presenta opere moderne, ad eccezione di una statua in legno dipinto raffigurante la Madonna col Bambino di un ignoto artista quattrocentesco.

### Presbiterio
Nel presbiterio spiccano l'altare maggiore con il tabernacolo in marmi policromi di Flaminio Del Turco (inizio del XVII secolo) e Il monumentale ciborio a tempietto con il bassorilievo di Cristo risorto e i due angeli adoranti di Francesco, Giovanni Antonio e Giuseppe Mazzuoli.